# 인텔 80386
인텔 80386(또는 i386)은 인텔사에서 1985년에 개발한 개인용 컴퓨터 마이크로프로세서이다. x86 CPU 시리즈 중에 가장 처음으로 32비트 아키텍처로 만들어진 이 CPU는 이전 제품인 80286에서 32비트로 확장된 명령어 셋과 강화된 레지스터, 대용량 메모리를 쓰는 프로그램의 지원을 위한 페이징 변환 유닛(paging translation unit) 등이 추가되었다.
80386 전용의 수치 연산 전용 코프로세서로 80387이 있다.

## 개요
1985년 10월에 발표된 이 CPU는 프로세서와 기반 마더보드 등의 가격이 너무 비쌌기 때문에 초기 몇 년간은 폭넓게 보급되지 않았다. 또한 윈도우 95가 발표될때까지 대부분의 개인용 컴퓨터 운영체제와 응용 프로그램이 16비트 코드로 제작됐기 때문에 이 프로세서의 기능을 제대로 사용하지 못하는 경우가 대부분이었다.
몇 년 뒤인 1988년에는 80386SX(SX는 Single-word eXternal, 즉 16비트의 외부 버스를 의미함)에는 80386SX가 추가되며, 종래의 80386은 32비트의 외부 버스임을 구별하기 위해 Double-word eXternal의 'DX'가 붙어 '인텔 80386DX'라 불리게 되었고 이후에는 i386DX 또는 386DX 라고도 불리게 되었다. SX모델은 DX모델과 내부 구조는 동일하지만 외부 버스가 16비트로 제한되어 이전 80286 프로세서와 같은 방식으로 주변장치와 접속할 수 있다. 이를 통해 성능은 떨어지는 대신 더 저렴한 컴퓨터의 생산이 가능해졌다. 386 CPU를 맨 처음 내장한 컴퓨터는 컴팩(Compaq)이었다.
이후 인텔의 32비트 CPU의 기본 바탕이 되는 명령어 세트 및 컴퓨터 아키텍처(IA-32)는 이 80386을 기준으로 확립되었으며 80386과 이 CPU의 호환 프로세서들을 집합적으로 x86 또는 i386 아키텍처라고 일컫게 되었다.
한편 80386 CPU 자체는 개인용 컴퓨터용으로 사용된 시기는 오래전에 끝났으나 인텔 및 다른 업체들을 통해 항공우주 공학 등의 임베디드 시스템용으로 계속 생산되어 왔다. 2007년 9월을 끝으로 386의 생산이 중단되었다.

## 모델 및 변종

### 초기 5V 모델
- i386DX
- RapidCAD

### 임베디드 시스템용 버전
- i376
- i386EX, i386EXTB, i386EXTC
- i386CXSA, i386SXSA (또는 i386SXTA)
- i386CXSB

## 같이 보기
- 인텔 마이크로프로세서 목록